# Arne Hoel
Arne Hoel (* 5. April 1927 in Skoger, Drammen; † 10. September 2006 in Nordstrand) war ein norwegischer Skispringer.
Seinen ersten großen Erfolg feierte Hoel, der für Lyn Oslo startete, bei den Svenska Skidspelen 1947 in Sundsvall, wo er das Spezialspringen gewann. 1951, als die Svenska Skidspelen erneut in Sundsvall ausgetragen wurden, erzielte er hinter Karl Holmström Platz zwei. Das Holmenkollen-Skifestival gewann er zum ersten Mal 1948 und 1951 erneut. Bei den Olympischen Winterspielen 1952 in Oslo sprang Hoel auf den 6. Platz. Vier Jahre später bei den Olympischen Winterspielen 1956 in Cortina d’Ampezzo wurde er Elfter. Bei den Norwegischen Meisterschaften 1956 in Drammen gewann er vor Kjell Kopstad und Asgeir Dølplads die Goldmedaille. Bereits fünf Jahre zuvor hatte er bei den Norwegischen Meisterschaften 1951 in Narvik die Silbermedaille hinter Erling Kroken gewonnen. 1956 wurde er auf Grund seiner Erfolge gemeinsam mit Borghild Niskin und Arnfinn Bergmann mit der Holmenkollen-Medaille ausgezeichnet. Bei der Vierschanzentournee 1958/59 erreichte er den 3. Platz in der Tournee-Gesamtwertung. 1959 gewann er noch einmal das Holmenkollen-Skifestival.

## Erfolge

### Schanzenrekorde
| Ort       | Land     | Weite               | aufgestellt am | Rekord bis |
| --------- | -------- | ------------------- | -------------- | ---------- |
| Vikersund | Norwegen | 98,0 m (HS: 225 m)  | 1951           | 1957       |
| Vikersund | Norwegen | 100,5 m (HS: 225 m) | 1957           | 1958       |